# Erste Klasse 1914/1915
Čtvrtý ročník Erste Klasse (1. rakouské fotbalové ligy) se hrál, kvůli válce jen devět kol od února do července 1915.
Soutěže se zúčastnilo opět deset klubů. Vítězem se stal poprvé ve své klubové historii Wiener AC.